# Ko Ko Mo (groupe de rock français)
Pour les articles homonymes, voir Kokomo.
Ko Ko Mo est un groupe de rock hard blues psychédélique nantais formé du duo Warren Mutton au chant et à la guitare et de Kevin « K20 » Grosmolard à la batterie et aux chœurs. Avec une musique très influencée par le groupe Led Zeppelin, le duo originaire de Nantes a débuté en 2014, a publié quatre albums et s'est notamment illustré par des tournées nationales et internationales ainsi que par les reprises de Personal Jesus, sorti en single en 2017,, et plus récemment de Last Night a D.J. Saved My Life, sorti en single en 2020,,.

## Nom du groupe
Le nom du groupe nantais a été choisi pour faire écho au chanteur et guitariste de blues américain James Kokomo Arnold ainsi qu'à un chef de la tribu amérindienne des Miamis, Ma-Ko-Ko-Mo,.

## Biographie

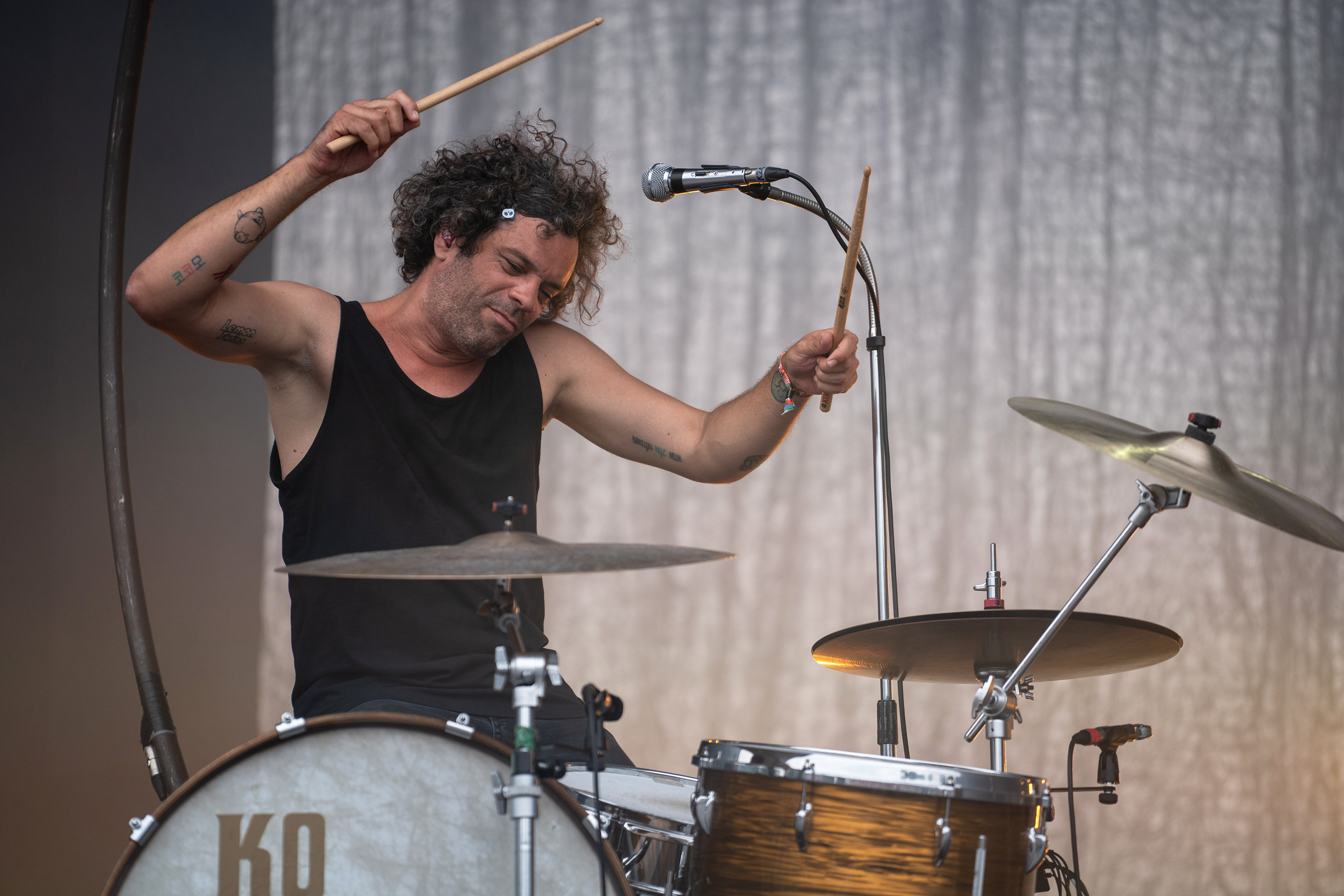
Kevin « K20 » Grosmolard.

Les deux membres de Ko Ko Mo, Warren Mutton et Kevin Grosmolard, se rencontrent et fondent le groupe en 2012,. Ils publient leur premier opus, un EP autoproduit et intitulé Stole my soul, en 2014. Ils se révèlent sur scène en décembre 2015 en participant aux 37e Transmusicales de Rennes.

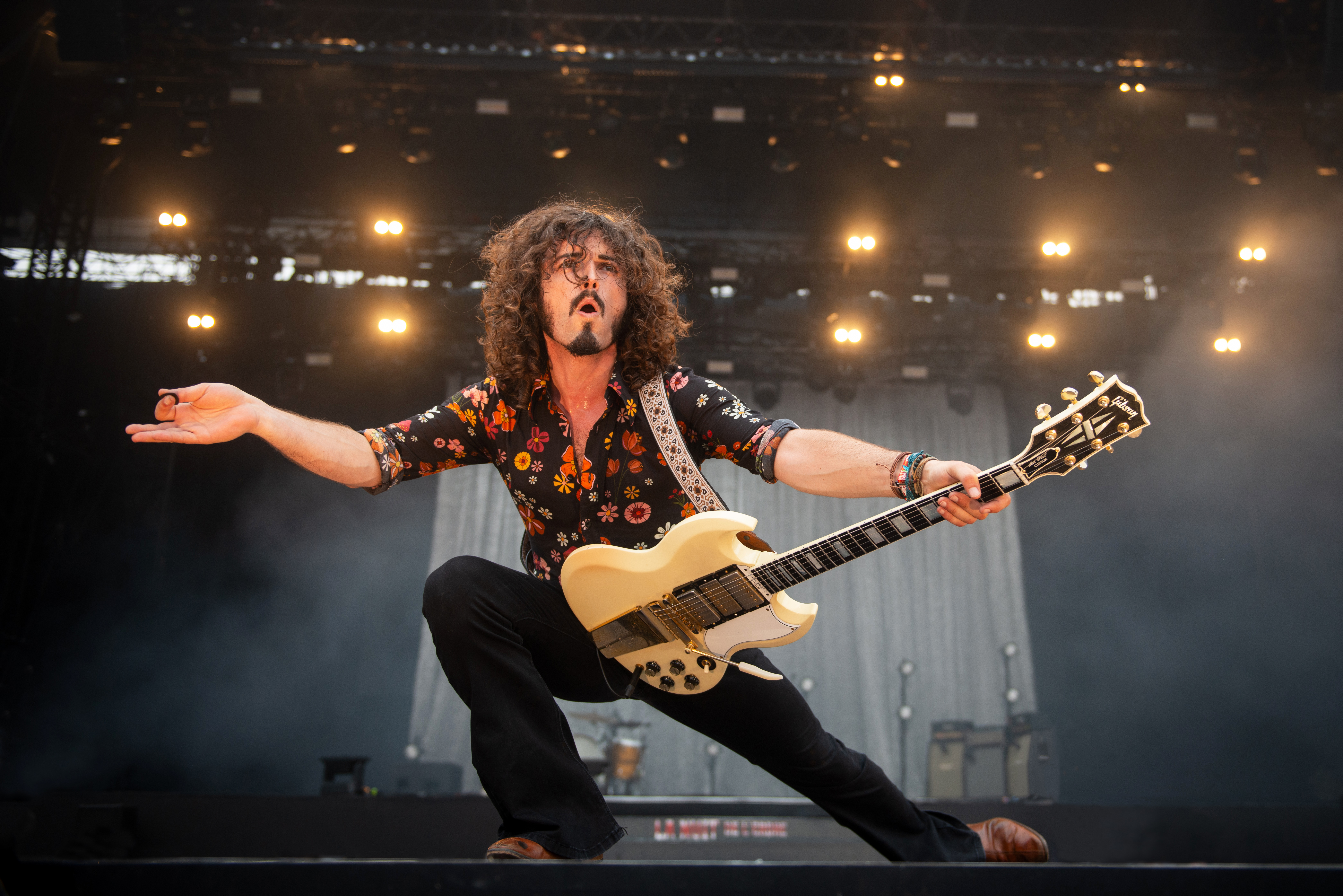
Warren Mutton.

Le groupe sort son premier album studio le 3 mars 2017. Pour Pierre Garcin de La Grosse Radio, « Technicolor Life a tout ce qu’il faut pour s’imposer auprès d’un large public amateur de rock post-2000 ». La réalisation de ce premier album est confiée aux mains de l'ingénieur du son qui a précédemment travaillé avec les Arctic Monkeys ainsi que les Foals, Al Groves (en). Après la sortie de Technicolor Life, le duo nantais enchaîne une tournée nationale puis internationale, — ils jouent alors, entre autres, sur des scènes européennes, australiennes, malgaches, japonaises, coréennes, chinoises, indonésiennes et indiennes. L'album Technicolor Life voit la reprise du groupe britannique Depeche Mode, Personal Jesus, le duo nantais donnant, pour Louise-Camille Bouttier du magazine Rolling Stone, au morceau original « une dose de seventies qui s’équilibre sans difficulté, notamment grâce à une guitare délicieusement brute » et « un jeu de batterie affûté et travaillé ».

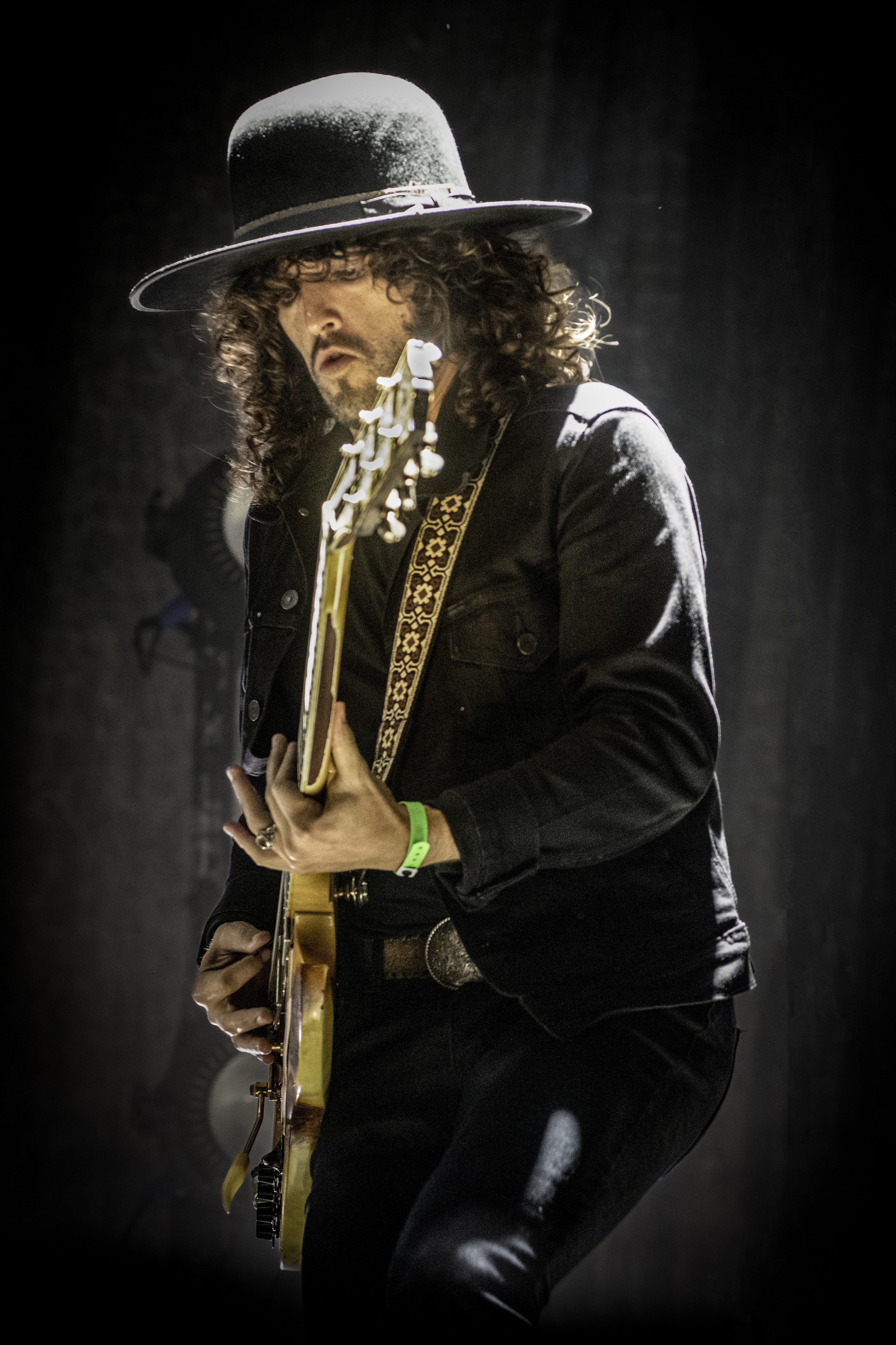
Warren Mutton. Festival "le murmure du son" 12 juillet 2024.Eu (76)

En 2019, le groupe publie son second album, Lemon Twins, dont l'accueil et les critiques se révèlent plutôt positifs, notamment avec la sortie du premier single tiré de l'album : « KO KO MO combine le meilleur du rock blues psychédélique avec des zestes d’électro et de pop. » ; « « Lemon Twins » est très probablement l’un des meilleurs albums de rock made in France jamais sortis. » ; « sur Lemon Twins, « Self Love Age », qui a eu les honneurs d’être le premier extrait dévoilé, annonçant de nouveaux moments de bravoure live, et invoquant immanquablement les Queens of the Stone Age (période Songs for the Deaf) avec, en prime pour le groove, un piano boogie irrésistible. ». L'album est cette fois-ci mixé par Damien Bolot (qui a travaillé avec Hocus Pocus) et avec l'assistance du groupe lui-même.

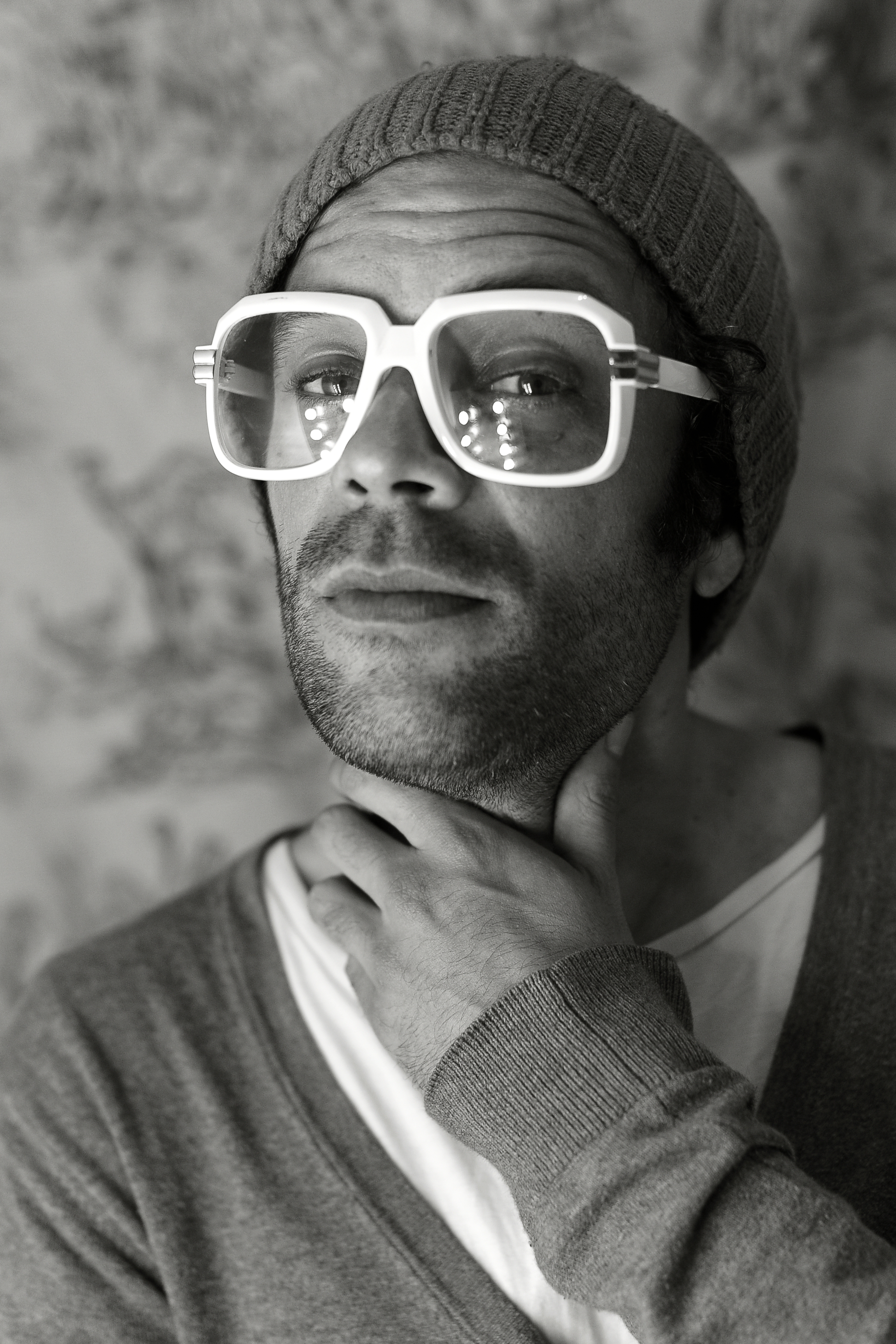
Kevin « K20 » Grosmolard. Ko Ko Mo - 2015.

En octobre 2020, le duo rock de Nantes sort une reprise « explosive » de Last Night a D.J. Saved My Life,. Cette reprise du morceau du groupe américain Indeep génère plus de 2 millions de stream.
Le 25 mars 2022, Ko Ko Mo publie, sous le label PIAS, son 3e album, Need some Mo'. Ce nouvel opus est précédé par la sortie du premier single extrait de l'album, Your Kiss, au mois de février,,,,. Pour Christophe Droit, du magazine spécialisé Hard Force : 

« Ce nouvel album, non content d'enfoncer le clou, opère en un crissement de riffs, synonyme d'un retour aux sources même du rock ! A travers des assauts soniques débridés et de trépidantes rythmiques, Warren et Kevin font preuve d'une extravagance ébouriffante et d'une incandescence rare. »

— Christophe Droit, Hard Force, mars 2022.

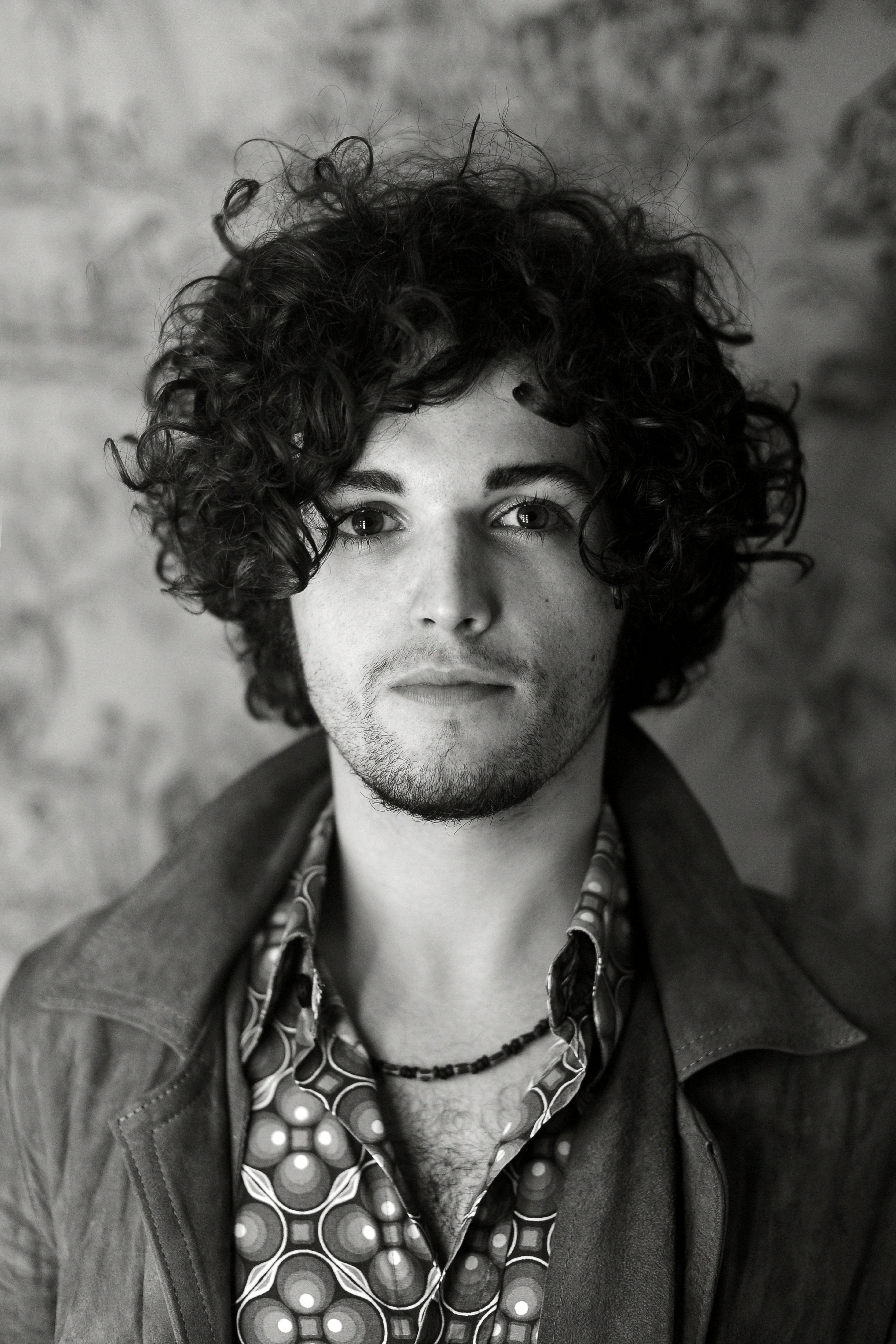
Warren Mutton. Ko Ko Mo. 2015.

Le duo annule la fin de sa tournée des festivals à la suite de l'incendie de son tourbus le 20 juillet 2023 Ils annoncent par la suite l'ouverture d'une cagnotte pour "les revoir sur scène au plus vite".

## Style musical et influences
Le style musical de Ko Ko Mo est le résultat du croisement des influences respectives de K20 et Mutton. Le guitariste et chanteur revendique des influences du delta blues, tandis que K20 cite l'électro et le hip-hop,. Comme artistes, ils citent régulièrement Rory Gallagher et Led Zeppelin. Dans l'évolution musicale, ils ont comme modèle commun Radiohead.

« On n'est pas un groupe de revival ; justement, le truc qui est vraiment intéressant c'est que [Ko Ko Mo] est une rencontre et une dualité sur scène, entre les influences de Kevin qui sont vachement plus électro, american hip-hop et autres, et puis moi mes influences un peu plus bluesy, un peu plus anciennes. »

— Warren Mutton, Du son dans mon SALON, interview #87
Au fil des concerts dans les bars, ils apprennent à improviser ensemble, ce que l'on retrouve dans la plupart de leurs prestations live. Le fait d'être un duo est alors un avantage pour pouvoir rester dans la même tonalité, par exemple. L'improvisation et le live sont pour eux essentiels dans leur manière de percevoir leur musique ,.

## Discographie
La liste ci-dessous a pour objectif de présenter et de recenser l'ensemble des albums, EPs et singles publiés par le groupe :

### Albums studio

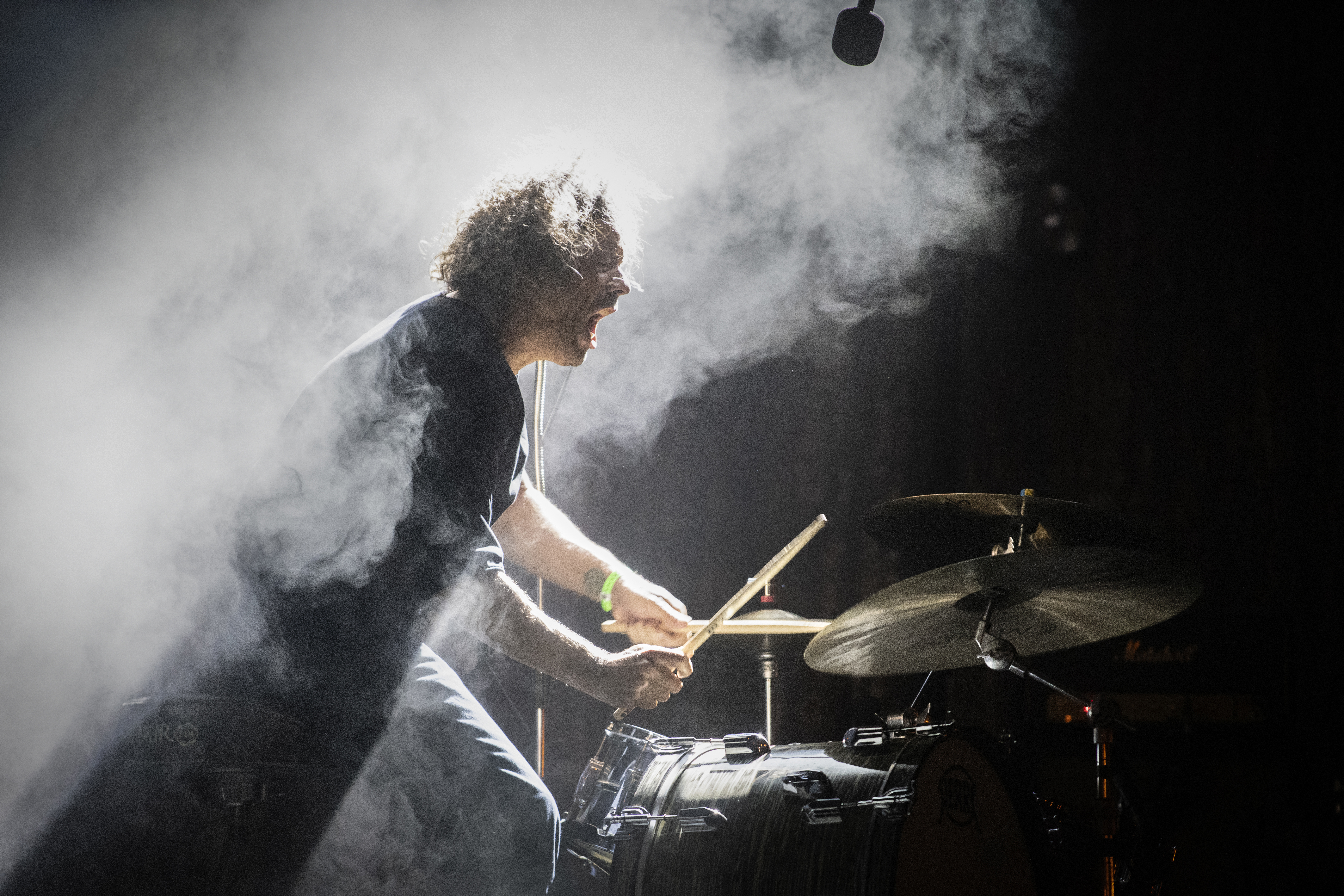
Kevin"K20", festival Murmure du son, Eu (76) 12 juillet 2024

## Pour approfondir
- « KO KO MO, deux lions fous (du rock) dans l'arène Stereolux », Ouest France,‎ 7 avril 2019 (lire en ligne, consulté le 18 mars 2022).
- « « Self Love Age », premier extrait du prochain album de KO KO MO », Rolling Stones,‎ 2019 (lire en ligne, consulté le 18 mars 2022).
- Magali Grandet, « De Nantes, Ko Ko Mo passera le Nouvel an en Australie : Le rock du duo nantais Ko Ko Mo conquiert petit à petit la planète. Après l’Europe et l’Asie, Warren Mutton et K20 partent cette fois en tournée en Australie. », Ouest France,‎ 18 décembre 2018 (lire en ligne, consulté le 24 mars 2022).
- Mathieu Gruel, « Le rock de KO KO MO, de retour vers le futur : L’explosif duo nantais nous revient avec un deuxième album. Lemon Twins mélange inspirations 70’s et arrangements électro. Piquant à souhait ! Ko Ko Mo sera en concert à Nantes le 6 avril. », Ouest France,‎ 5 mars 2019 (lire en ligne, consulté le 24 mars 2022).
- Christophe Droit, « KO KO MO - Le duo explosif annonce un single avant le nouvel album », Hard Force,‎ 22 janvier 2022 (lire en ligne, consulté le 24 mars 2022).
- Anne Augié, « Ko Ko Mo sort son nouvel album le 25 mars », Ouest France,‎ 15 mars 2022 (lire en ligne, consulté le 24 mars 2022).